# Tin-tin (tatuador)
Tin-Tin (n. 19 de agosto de 1965) es un artista tatuador francés conocido por sus tatuajes en estilo realista e inspirado del japonés. Es cofundador y presidente del sindicato nacional de artistas tatuadores (Syndicat National des Artistes Tatoueurs – SNAT) y organizador del Mundial de Tatuaje en Paris.

## Biografía
Su carrera comienza durante su servicio militar en Berlín. Hizo su primer tatuaje en 1984. De allí, pasa mucho tiempo en la tienda del emblemático tatuador "Marcel", donde observa los bases de la profesión. Autodidacta, se inspira en libros de arte e ilustraciones (clásicas y modernas) destacándose de otros artistas de la época.
Viaja mucho para encontrar los mejores tatuadores del mundo, desde el comienzo de su carrera. De vuelta en Francia, él abre de 1986 hasta 1992 una tienda en Toulouse, con gran éxito. De allí, regresa a Paris abriendo una tienda en la calle Saint-Sébastien que duró de 1992 a 1999. En 1999 abre “Tin-Tin Tatouages”, su tienda actual en el barrio de Pigalle.
Desde los años 90, se hace famoso por sus reproducciones. Así, él tatúa celebridades, incluso Jean-Paul Gaultier, Yannick Noah, Florent Pagny, JoeyStarr, Zazie, Laura Smet, Alessandra Sublet, Kad Merad, Pascal Obispo, Philippe Starck, Daphné Bürki, Maitena Biraben… 

## Colaboraciones
Tin-Tin trabajó también en colaboración con casas de alta costura, particularmente Givenchy y Jean-Paul Gaultier, realizando tatuajes falsos para desfilas, publicidades y revistas de moda. 
En 2009, para los cincuenta años de Barbie, diseñó una Barbie tatuada. 
En 2012, creó 3 criaturas del universo japonés para relojes Swatch: el dragón, el serpiente y la carpa koi.

## Le Mondial du Tatouage
Le Mondial du Tatouage (“El Mundial del Tatuaje”) es una convención que reúne a 420 de los mejores artistas tatuadores del mundo, con gran afluencia (más de 32000 visitantes en 3 días en 2015). Luego de dos ediciones en el Bataclan en 1999 y el Trianon en 2000, Tin-Tin reorganiza la convención en 2013. La convención se tiene cada año en la Grande Halle de la Villette. 

## Exposición Tatoueurs Tatoués
Tin-Tin fue asesor artístico del exposición Tatoueurs Tatoués (“Tatuadores Tatuados”), que fue en el Museo del Quai Branly en Paris. Él realizó un tatuaje – un dragón y flores, visto también en el afiche del exposición. Tin-Tin dijo: “cuando el tatuaje entra en el Museo de Artes Indígenas, que es un museo nacional francés, obviamente contribuya a reconocer el tatuaje como arte.”